# Зборомирово
Збороми́рово (бел. Збарамірава) — деревня в Брестском районе Брестской области Белоруссии, в 2 км от железнодорожной станции Мотыкалы и в 20 км к северу от Бреста. Входит в состав Мотыкальского сельсовета.

## История
В XIX веке деревня — центр имения в Брестском уезде Гродненской губернии. В 1890 году относилась к Тюхиничской сельской общине, владение пани Л. Зеймы.
В 1905 году — деревня Мотыкальской волости того же уезда.
После Рижского мирного договора 1921 года — фольварк в составе гмины Мотыкалы Брестского повята Полесского воеводства Польши, 12 дворов.
С 1939 года — в составе БССР.